# Nenah De Coninck
Nenah De Coninck (Gent,  2 september 1996) is een Belgische voormalige atlete, die gespecialiseerd was in de sprint en het hordelopen. Zij werd eenmaal Europees juniorenkampioene en veroverde twee Belgische titels.

## Biografie
De Coninck, die afkomstig is van Drongen, nam op de 400 m horden in 2013 deel aan de Wereldkampioenschappen U18 en in 2014 aan die voor U20. In 2015 werd ze Europees kampioene bij de junioren (U20) in Eskilstuna op de 400 m horden. Ze won in 57,85 s, een persoonlijk record.
Indoor veroverde De Coninck in 2014 en 2015 twee opeenvolgende Belgische titels op de 200 m.
Begin 2021 kondigde De Coninck aan te stoppen met atletiek.

### Clubs
De Coninck is aangesloten bij KAA Gent.

## Kampioenschappen

### internationale kampioenschappen
| Onderdeel    | Titel                       | Jaar |
| ------------ | --------------------------- | ---- |
| 400 m horden | Europees kampioene junioren | 2015 |

### Belgische kampioenschappen
Indoor
| Onderdeel | Jaar       |
| --------- | ---------- |
| 200 m     | 2014, 2015 |

## Persoonlijke records
Outdoor
| Onderdeel    | Prestatie | Wind     | Datum        | Plaats   |
| ------------ | --------- | -------- | ------------ | -------- |
| 200 m        | 24,35 s   | +0.4 m/s | 30 mei 2015  | Oordegem |
| 400 m        | 54,34 s   |          | 24 juli 2016 | Ninove   |
| 400 m horden | 56,27 s   |          | 26 juni 2016 | Brussel  |

Indoor
| Onderdeel | Prestatie | Datum            | Plaats |
| --------- | --------- | ---------------- | ------ |
| 200 m     | 24,28 s   | 21 februari 2015 | Gent   |
| 400 m     | 54,96 s   | 7 februari 2015  | Gent   |

## Palmares

### 200 m
- 2014:  BK AC indoor - 24,48 s
- 2015:  BK AC indoor - 24,28 s

### 400 m
- 2016:  BK AC indoor - 55,00 s

### 400 m horden
- 2013: 7e WK U18 in Donetsk - 60,61 s
- 2014: 7e ½ fin. WK U20 in Eugene - 62,63 s
- 2015:  EK U20 in Eskilstuna - 57,85 s
- 2015:  BK AC - 57,19 s
- 2016:  BK AC - 56,27 s
- 2016: 6e ½ fin. EK in Amsterdam - 57,63 s
- 2017:  BK AC - 57,62 s
- 2017: 6e EK U23 in Bydgoszcz - 57,43 s
- 2019:  BK AC - 58,73 s